# الراحة (يافع)

تعديل مصدري - تعديل

الراحة هي إحدى قرى عزلة لبعوس بمديرية يافع التابعة لمحافظة لحج، بلغ تعداد سكانها 825 نسمة حسب تعداد اليمن لعام 2004.